# Ракетна артиљерија
Ракетна артиљерија је врста артиљерије чије оруђе користи ракетни погон монтиран на пројектиле, за разлику од топовске (класичне цевне) артиљерије која користи експлозивна пуњења. Употреба ракета у неком облику артиљерије историјски је први пут забележена у средњовјековној Кини где је играла углавном психолошку улогу, а касније су системе преузели Монголи и проширили их широм Азије односно Европе. Прва организована употреба ракетне артиљерије приписује се Индијцима у касном 18. вијеку, од којих су технологију преузели Британци (Конгривове ракете) и користили је током Наполеонских ратова.
Ракетно-артиљеријски системи добили су на популарности након Наполеоновог пораза у битки код Ватерлоа 1815. године и убрзо су постали саставни део бројних западњачких војски, али у другој половини 19. века њихова употреба је маргинализована развојем нових топова повећаног домета, разорне моћи и прецизности. Задња два битна сукоба у којима су коришћени током овог века били су Америчко-мексички рат (1846−1848) и Амерички грађански рат (1861−1865). Кључни недостаци ракетно-артиљеријских оружја овог доба били су мала носивост бојеве главе и непрецизност.
До поновног занимања за ракетну артиљерију долази уочи Другог свјетског рата када Немци развијају Nebelwerfer односно Совјети Каћушу (ВРБ). Употреба ракетних погона на пројектилима елиминише силу трзаја због чега су биле конструктивно једноставне, лагане и лако преносиве широм великог фронта, а вишецијевна конфигурација лансера и масовно груписање анулирало је проблем дисперзије. Ова врста оружја данас се користи у копненим војскама, морнарицама и авијацијама бројних земаља, а најчешћи тип ракетне артиљерије су вишециевни бацачи ракета (ВРБ).
Савремена ракетна артиљерија битно се разликује по домету, пречнику(калибру )пројектила, типовима лансера, могућностима навођења и другим системима.